# Northpestclean
NorthPestClean er et demonstrationsprojekt, der skal udvikle en metode til at  nedbryde giftstoffet parathion. Projektet løber fra september 2010 til udgangen af 2013 og har et samlet budget på 12 mio. kr. Det finansieres af EU, Miljøstyrelsen og Region Midtjylland. Region Midtjylland leder projektet, som ved pilotforsøg i stor skala skal demonstrere, om en ny afværgemetode baseret på at  basisk hydrolyse effektivt kan rense pesticidforurenet jord og grundvand. NorthPestClean skal resultere i et forbedret beslutningsgrundlag for valg af metode til et eventuelt fuldskala afværgeprojekt ved Høfde 42 på  Harboøre Tange. Den praktiske udførelse af projektet foregår derfor også ved høfden på Harboøre Tange.